# Ma Yule
Ma Yule (23 de octubre de 1997) es un deportista chino que compite en remo. Ganó una medalla de plata en el Campeonato Mundial de Remo de 2022, en la prueba de cuatro scull ligero.

## Palmarés internacional
| Campeonato Mundial | Campeonato Mundial       | Campeonato Mundial | Campeonato Mundial  |
| Año                | Lugar                    | Medalla            | Prueba              |
| ------------------ | ------------------------ | ------------------ | ------------------- |
| 2022               | Račice (República Checa) | Medalla de plata   | Cuatro scull ligero |